# Dhuwarrwarr Marika
Pour les articles homonymes, voir Marika.
Dhuwarrwarr Marika, également connue sous le nom de Banuminy (Yirrkala, 1946), est une artiste aborigène contemporaine (en). Elle est une artiste et leader communautaire Yolngu de la Terre d'Arnhem, dans le Territoire du Nord de l'Australie et est la fille de Mawalan Marika, artiste et activiste politique.
Dhuwarrwarr Marika est une peintre sur écorce, sculptrice, créatrice de tapis et graveuse.

## Biographie

### Jeunesse et formation
Dhuwarrwarr Marika naît en 1946 à Yirrkala, une communauté aborigène de la Terre d'Arnhem (péninsule de Gove), dans le Territoire du Nord, en Australie. Elle appartient à la fraction Dhuwa du clan Rirratjingu (en) dans la patrie de Yalangbara (en),. Elle est la fille de Mawalan Marika (c. 1908-1967), peintre sur écorce et activiste politique qui était le chef du peuple Rirratjingu, l'un des contributeurs aux pétitions sur l'écorce de Yirrkala (en), et le fondateur de la dynastie artistique Marika. Ses frères et sœurs sont Wandjuk Marika (frère, peintre, musicien et activiste), Banduk Marika (sœur, graveuse et activiste), ainsi que Bayngul et Laklak.
Dhuwarrwarr apprend à peindre avec son père, ce qui n'était pas conventionnel à l'époque. Elle apprend l'art de la vannerie auprès de sa mère et de sa tante. Son père lui permet de l'aider à peindre vers la fin de sa vie, alors que sa santé se détériore lentement. Après avoir consulté ses fils, ses frères et d'autres anciens de la communauté, Dhuwarrwarr a été autorisée à peindre aux côtés de son père, y compris la peinture de motifs sacrés madayin du clan. Après la mort de son père, elle a fait une pause dans la peinture et lorsqu'elle exprime le souhait de reprendre, elle doit de nouveau demander la permission à ses frères. Selon l'anthropologue britannique Howard Morphy (en) et elle-même, Dhuwarrwarr Marika pourrait être la première femme Yolngu à avoir reçu l'autorisation de peindre des motifs sacrés par elle-même.

### Carrière
Après avoir obtenu son diplôme, Marika travaille comme infirmière à Yirrkala, Darwin et Sydney avant de rentrer chez elle et de se concentrer sur son art,. Ses premières peintures connues ont été réalisées dans les années 1970.
Au fil du temps, elle est devenue plus active dans la peinture sur écorce, la sculpture, la confection de tapis (en) et la gravure. Avec ces médiums, elle raconte l'histoire de ses ancêtres et des scènes de la vie quotidienne, en particulier des événements liés à sa terre natale de Yirrkala. À partir des années 1980, son travail fait l'objet de nombreuses expositions collectives dans le monde entier, notamment en Australie, aux États-Unis, au Royaume-Uni et au Canada. Elle présente des œuvres dans le cadre d'une exposition solo, qui s'est vendue en l'espace de cinq minutes, intitulée Milngurr - Sacred Spring à la Vivien Anderson Gallery de Melbourne en 2008.
En 1999, avec les sœurs Nancy Gaymala (en) et Gulumbu Yunupingu, Marika est engagée pour peindre un grand plateau de tournage pour le film Yolngu Boy (en), basé sur les panneaux historiques de l'église de Yirrkala.
Marika réalise des peintures murales pour des bâtiments communautaires à Yirrkala, pour l'aéroport international de Darwin, le Batchelor Institute of Indigenous Tertiary Education (en) et l'école d'Atherton dans le Queensland.
Son style artistique combine les motifs sacrés Rirratjingu de son père avec des éléments plus contemporains. Les médiums qu'elle utilise souvent comprennent les pigments de terre sur l'écorce de stringybark, les pigments de terre sur les poteaux creux d'écorce, le pandanus et les teintures naturelles, les pigments de terre sur l'hibiscus indigène, les pigments de terre sur le bois de fer et la gravure. Elle crée de nombreuses estampes au Yirrkala Print Space du Buku-Larrnggay Mulka Centre, notamment des sérigraphies. Au Yirrkala Print Space, Marika travaille aux côtés d'autres femmes artistes. Elle considère son travail artistique comme un moyen de transmettre sa culture aux générations suivantes et de partager sa culture avec le monde extérieur.

### Engagement politique
Marika est membre exécutive et représentante du conseil des femmes pour le Northern Land Council (en),. Marika et d'autres membres de sa famille, qui étaient des défenseurs passionnés des droits des indigènes, se sont impliqués dans l'affaire des droits fonciers de Gove (en) en 1971. Cette affaire a finalement conduit à l'adoption de la première législation sur les droits fonciers aborigènes en Australie (en).

## Conservation de ses œuvres
- Australie
  - Musée national du Victoria (Melbourne)[11]
  - Galerie nationale d'Australie (Canberra)[12]
  - Galerie d'art de Nouvelle-Galles du Sud (Sydney)[13]
  - Berndt Museum of Anthropology (en), de l'université d'Australie-Occidentale (Perth)[3]
  - Musée et galerie d'art du Territoire du Nord (Darwin)[3]
  - Musée d'Australie-Méridionale (Adélaïde)[3]
  - Australian Capital Equity Collection, Perth[3]

- États-Unis
  - Kelton Foundation (en) (Santa Monica)[3]
  - Kluge-Ruhe Aboriginal Art Collection (en), de l'université de Virginie (Charlottesville)[14]

- Israël
  - Nahum Gutman Museum of Art (en) (Tel Aviv)[3]